# Musicae compendium
Musicae compendium  ist eine musiktheoretische Abhandlung, die René Descartes 1618 im Alter von 22 Jahren verfasst hat, und die erst 1650 veröffentlicht worden ist. Es ist sein Versuch, mit Hilfe einer mathematischen Proportionentheorie musikalische Harmonien und Intervalle zu erklären.

## Inhalt

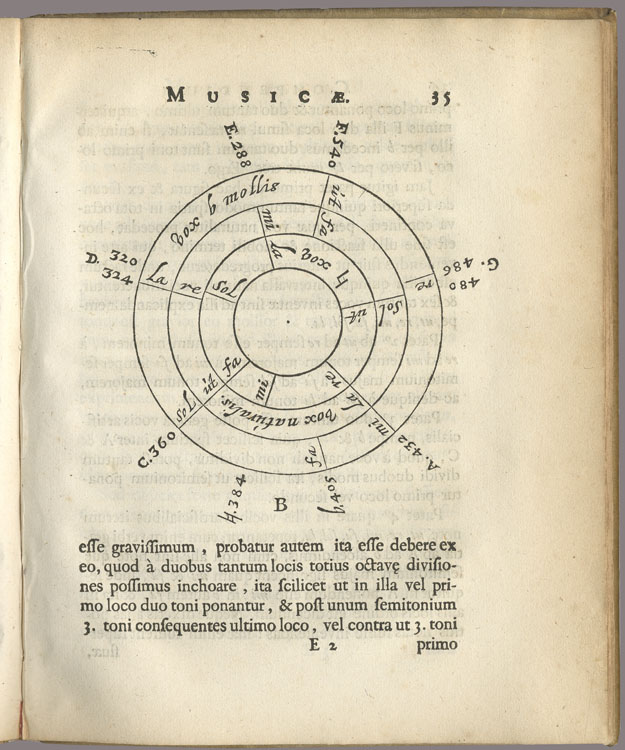
Abbildung aus Musicae Compendium, Utrecht 1650

Descartes behandelt in seiner kurzen Untersuchung Parameter des Klangs, Rhythmus und Intervalle, Konsonanzen und Assonanzen, und zwar sowohl in physikalischer als auch in psychologischer Hinsicht. Jedem speziellen Intervall ordnet er einen Effekt auf die Sinne und damit auf die Seele zu, der von einfachem Wohlgefallen bis zu komplexen Affekten reichen kann.
In dem Kapitel De numero vel tempore in sonis observando  entwirft er eine Lehre der Zahlenproportion, die er im 2. Kapitel als Proportion der Strecken aufgestellt hat, und wendet sie auf den musikalischen Zeitablauf an, d. h., er formuliert zum ersten Mal eine Theorie der zeitlichen Anordnung der Musik und „nimmt […] die Takt- und Periodenbaulehre der 2. Hälfte des 18. Jahrhunderts weit voraus“.

## Entstehungs- und Publikationsgeschichte
Descartes erarbeitete den Text im November/Dezember 1618 und schickte das Manuskript an Isaac Beeckman zur Kenntnisnahme und mit der Bitte, es für sich zu behalten.
Das originale Manuskript ist nicht erhalten, es existieren aber mehrere zeitgenössische Kopien vom Original, u. a. durch Constantijn Huygens (1637) und Frans van Schooten (um 1640), auf deren Basis die erste gedruckte Ausgabe entstanden ist. Es folgten Nachdrucke 1656 bei Jansson in Amsterdam und 1695 bei Knoch in Frankfurt a. M. Die erste Übersetzung ins Englische erschien 1653 in London bei Thomas Harper, 1661 und 1669 folgten die Übersetzungen ins Flämische und ins Französische. Die französische Übersetzung des Oratorianers Nicolas Joseph Poisson erschien mit ausführlichen Anmerkungen 1669 in Paris bei Charles Angot unter dem Titel Abregé de musique.

## Rezeption
Descartes’ Abhandlung, der sich in seiner Untersuchung auf Texte von Gioseffo Zarlino und Francisco de Salinas (1513–1590) stützt, war zwar Rameau bekannt, auch Jean Jacques Rousseau nimmt unter dem Stichwort Consonance seines Dictionnaire de Musique (1767) kritisch zu Descartes Stellung, sie blieb aber sonst in der Folgezeit weitgehend unbeachtet. In Deutschland bekannt wurde sein Buch durch Wolfgang Caspar Printz, der sich in seinem Compendium musicae signatoriae et modulatoriae vocalis von 1689 mit Descartes auseinandersetzt, sowie durch Georg Andreas Sorge, der ihn in seinem Vorgemach der musicalischen Composition (1745/47) zitiert.

## Textausgaben
- Œuvres de Descartes. Publiées par Charles Adam & Paul Tannery. Sous les Auspices de Ministère de l’Instruction Publique. 12 Bände u. Registerband

Band 10: Physico-Mathematica. Compendium Musicae. Regulae ad Directionem Ingenii. Recherche de la Verité. Supplement à la correspondance. Paris: Cerf 1897. Neuausgabe Paris: Vienne 1966. (Die maßgebliche Werkausgabe.)
- Musicae Compendium. Leitfaden der Musik. Lateinisch-deutsch. Hrsg. u. übers. von Johannes Brockt. 3. unveränderte Auflage. Wissenschaftliche Buchgesellschaft, Darmstadt 2011, ISBN 978-3-534-24307-5.
- Compendium Musicæ. Abriss der Musik. Lateinisch-deutsch. Hrsg. von Rolf Ketteler. Kommentierte Neuausgabe. Olms, Hildesheim 2022, ISBN 978-3-487-16113-6